# Center for Transnational Legal Studies
Das Center for Transnational Legal Studies (CTLS) ist ein globales Lernzentrum für transnationales Recht. CTLS wurde im Oktober 2008 als Kooperation zwischen weltweit zehn  juristischen Fakultäten in London gegründet. Die Gründungsinstitutionen sind die Georgetown University, das King’s College London, die Freie Universität Berlin, die University of Toronto, die Nationaluniversität Singapur, die ESADE, die Universität Fribourg, die Universität Melbourne, die Hebräische Universität Jerusalem und die Universität von São Paulo. Weitere Partnerinstitutionen sind u. a. die Bucerius Law School und die Universität von Amsterdam. Jede beteiligte Universität schickt jedes Semester Studenten und Professoren an das CTLS.
Die Räumlichkeiten von CTLS sind im Swan House in 37-39 High Holborn Street im Gerichtsviertel von London untergebracht. Die Studenten und Professoren von CTLS haben zudem Zugang zur juristischen Bibliothek des King’s College London. 
Das Curriculum wird von den Gründungspartner bestimmt. Die Studieninhalte sind vor allem Themen des transnationalen und rechtsvergleichenden Rechts.
Im Januar 2011 wurde CTLS der Andrew Heiskell Award in der Kategorie „Innovative Internationale Partnerschaften“ vom New Yorker Institute of International Education verliehen.